# Duluth (Geórgia)
Duluth é uma cidade localizada no estado americano de Geórgia, no Condado de Gwinnett.

## Demografia
Segundo o censo americano de 2000, a sua população era de 22.122 habitantes.
Em 2006, foi estimada uma população de 25.838, um aumento de 3716 (16.8%).

## Geografia
De acordo com o United States Census Bureau tem uma área de
23,1 km², dos quais 22,8 km² cobertos por terra e 0,3 km² cobertos por água. Duluth localiza-se a aproximadamente 334 m acima do nível do mar.

## Localidades na vizinhança
O diagrama seguinte representa as localidades num raio de 16 km ao redor de Duluth.